# Donna Strickland

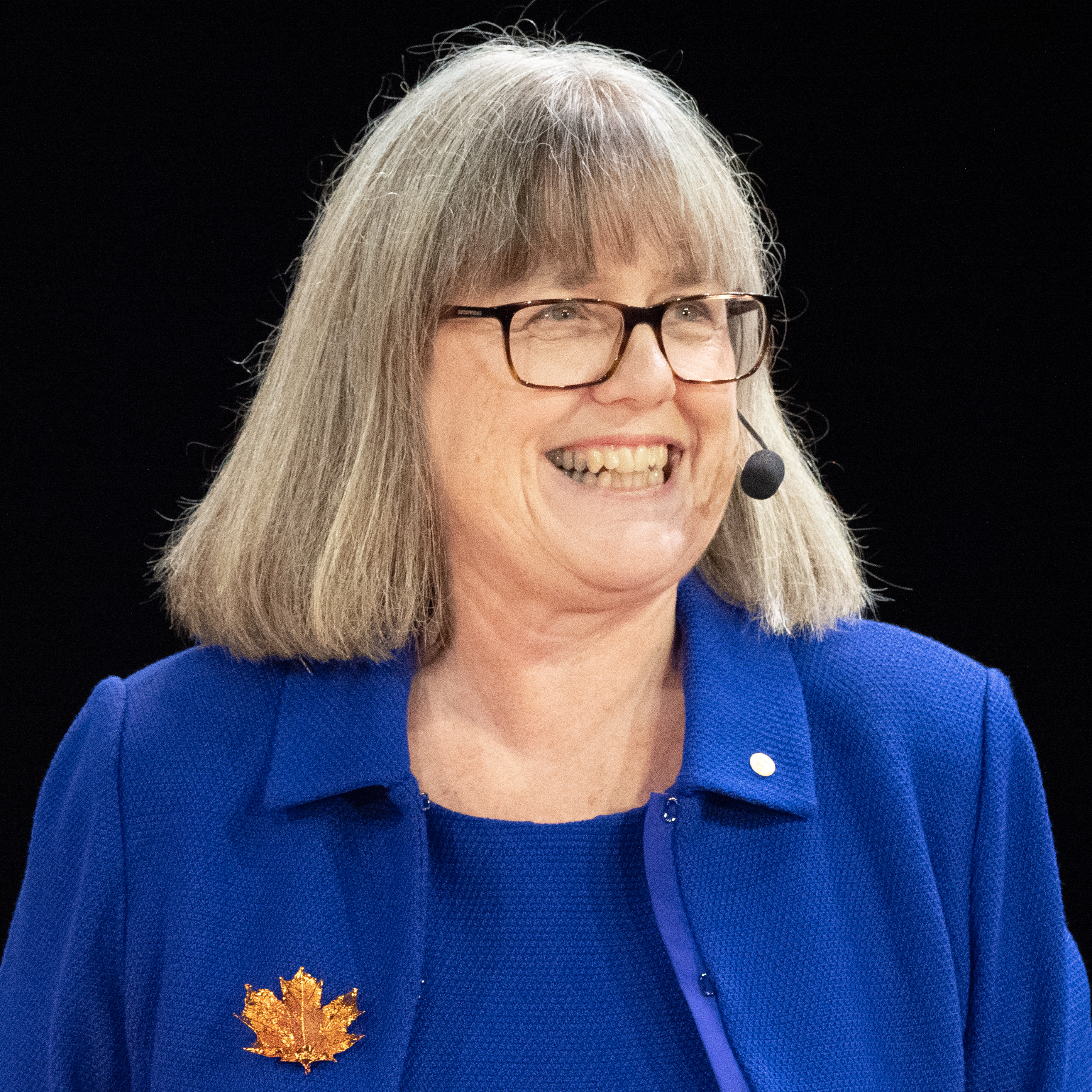
Donna Strickland (2018)

Donna Theo Strickland (* 27. Mai 1959 in Guelph, Ontario) ist eine kanadische Physikerin. Ihr wurde 2018 gemeinsam mit Gérard Mourou und Arthur Ashkin „für bahnbrechende Erfindungen im Bereich der Laserphysik“ der Nobelpreis für Physik zugesprochen. Nach Marie Curie und Maria Goeppert-Mayer ist sie damit die dritte Frau, die den Nobelpreis für Physik erhielt.

## Biografie
Strickland studierte ab 1977 Physikingenieurwesen an der McMaster University mit dem Bachelor-Abschluss im Jahre 1981 und promovierte 1989 an der University of Rochester in Physik bei Gérard Mourou (Development of an ultra-bright Laser and an application to Multi-Photon-Ionization). Als Post-Doktorandin forschte sie von 1989 bis 1991 für den National Research Council in Kanada, war ein Jahr in der Laserabteilung des Lawrence Livermore National Laboratory und ab 1992 am Advanced Center for Photonics and Optoelectronic Materials der Princeton University. Sie war seit 1997 Assistant Professor und ist seit 2002 Associate Professor an der University of Waterloo. Nach Bekanntwerden der Nobelpreis-Ehrung erhielt sie eine volle Professur. Seit 2007 ist sie stellvertretende Vorsitzende (Associate Chair) der Physikabteilung.
Strickland befasst sich mit nichtlinearer Optik, der Wechselwirkung intensiven Laserlichts mit Materie und ultrakurzen Laserpulsen. Im Jahr 1985 entwickelte sie mit Gérard Mourou die Chirped Pulse Amplification, die die Erzeugung ultrakurzer Laserpulse mit sehr hoher Intensität erlaubt. Strickland entwarf in ihrer Dissertation diese Methode, deren Ursprünge in der Radartechnik bei der Lösung eines ähnlichen Problems liegen. Sie findet zum Beispiel Anwendung in der Augenchirurgie, ein Gebiet, auf dem Strickland auch aktiv ist, sowie bei der Materialbearbeitung. Es ist die gängigste Technik für die Erzeugung hochintensiver Laserpulse. In jüngerer Zeit entwickelte sie ein System der Erzeugung ultrakurzer Femtosekunden-Laserpulse über die Anregung von Raman-Moden auf vielen Frequenzen (multi-frequency Raman generation, MRG), von Infrarot bis Ultraviolett. Außerdem entwickelte ihre Gruppe ein gepulstes Glasfaser-Lasersystem im Bereich der Infrarot-Fingerabdrücke der Molekülphysik.
Strickland war im Herausgebergremium von Optics & Photonics News, und von 2004 bis 2010 Spartenherausgeberin für Optics Letters.
Im Mai 2018 wurde in der englischsprachigen Wikipedia ein Eintrag über Strickland veröffentlicht, der nach Ansicht eines anderen Nutzers jedoch unzureichende Belege zu ihren Aktivitäten und ihrer Rezeption enthielt und deshalb in den Entwurfsraum verschoben wurde. Erst nach ihrer Ehrung durch das Nobelkomitee wurde der Artikel wieder veröffentlicht, was in den Medien zu Diskussionen über den mangelnden Anteil von Frauenbiografien in Wikipedia führte. Ein bereits 2014 erstellter Eintrag über Strickland war aus urheberrechtlichen Gründen gelöscht worden, weil er zu wörtlich auf einem Text der Optical Society beruhte. Strickland sagte in einem Interview, dass sie die Geschichte mit dem zunächst fehlenden Wikipediaartikel nervt, weil sich vermutlich bei einem Mann niemand dafür interessiert hätte. Sie habe sich als Frau in der Wissenschaft nie benachteiligt gefühlt. Mehr Sorgen macht sich Strickland darüber, dass Menschen zunehmend der Wissenschaft misstrauen. Deshalb hat sie das Netzwerk „TRUST“ gegründet.

## Auszeichnungen
- 1998: Stipendiatin der Alfred P. Sloan Foundation (Alfred P. Sloan Research Fellow)
- 1999: Premier’s Research Excellence Award (PREA) von Ontario
- 2000: Cottrell Scholars Award der Research Corporation
- 2018: Nobelpreis für Physik
- 2018: Morris Loeb Lecture
- 2019: Ehrung mit der höchsten Ordensklasse des Order of Canada als Compagnion of the Order of Canada[7]
- 2023 Lise-Meitner-Lectures

## Mitgliedschaften
- 2008: Optical Society of America (heute The Optical Society), 2013 deren Präsidentin
- 2019: Royal Society of Canada[8]
- 2020: National Academy of Sciences
- 2020: Royal Society
- 2021: Päpstlichen Akademie der Wissenschaften[9]

## Schriften (Auswahl)
- mit Gérard Mourou: Compression of amplified chirped optical pulses. In: Optics Communications. Band 55, 1985, S. 447–449, doi:10.1016/0030-4018(85)90151-8
- mit P. Maine, M. Bouvier, S. Williamson, G. Mourou: Picosecond pulse amplification using pulse compression techniques. In: G. Bjorklund, E. Hinkley, P. Moulton, D. Pinnow (Hrsg.): Conference on Lasers and Electro-Optics. OSA Technical Digest. Optical Society of America, 1986 (PDF, 118 KB)
- mit P. Maine, P. Bado, M. Pessot, G. Mourou: Generation of ultrahigh peak power pulses by chirped pulse amplification. In: IEEE Journal of Quantum Electronics. Band 24, 1988, S. 398–403, doi:10.1109/3.137
- mit S. August, D. D. Meyerhofer, S. L. Chin, Joseph H. Eberly: Tunneling ionization of noble gases in a high-intensity laser field. In: Physical Review Letters. Band 63, 1989, S. 2212, doi:10.1103/PhysRevLett.63.2212
- mit Paul Corkum: Generation and nonlinear interactions of high power 20-fs pulses. In: A. Owyoung, C. Shank, S. Chu, E. Ippen (Hrsg.): International Quantum Electronics Conference (= OSA Technical Digest, Band 8). Optical Society of America, 1990
- mit S. August, D. D. Meyerhofer, S. L. Chin: Laser ionization of noble gases by Coulomb-barrier suppression. In: Journal of the Optical Society of America. Band 8, 1991, S. 858–867, doi:10.1364/JOSAB.8.000858
- mit M. D. Perry, T. Ditmire, F. G. Patterson: Cr:LiSrAlF₆ regenerative amplifier. In: Optics Letters. Band 17, 1992, S. 604–606, doi:10.1364/OL.17.000604
- mit Y. Beaudoin, P. Dietrich, Paul Corkum: Optical studies of inertially confined molecular iodine ions. In: Physical Review Letters. Band 68, 1992, S. 2755, doi:10.1103/PhysRevLett.68.2755
- mit C. W. Hillegas, J. X. Tull, D. Goswami, W. S. Warren: Femtosecond laser pulse shaping by use of microsecond radio-frequency pulses. In: Optics Letters. Band 19, 1994, S. 737–739, doi:10.1364/OL.19.000737
- mit Paul Corkum: Resistance of short pulses to self-focusing. In: Journal of the Optical Society of America B. Band 11, 1994, S. 492–497, doi:10.1364/JOSAB.11.000492
- mit Z. Zhang, A. M. Deslauriers: Dual-wavelength chirped-pulse amplification system. In: Optics Letters. Band 25, 2000, S. 581–583, doi:10.1364/OL.25.000581